# Henry County, Georgia
Henry County är ett administrativt område i delstaten Georgia, USA, med 203 922 invånare. Den administrativa huvudorten (county seat) är McDonough.

## Geografi
Enligt United States Census Bureau har countyt en total area på 840 km². 835 km² av den arean är land och 5 km² är vatten.

### Angränsande countyn
- Rockdale County, Georgia - nord
- DeKalb County, Georgia - nord
- Newton County, Georgia - öst
- Butts County, Georgia - sydost
- Spalding County, Georgia - sydväst
- Clayton County, Georgia - väst